# Braço Sul do Rio Peruípe
Braço Sul do Rio Peruípe är ett vattendrag i Brasilien.   Det ligger i delstaten Bahia, i den sydöstra delen av landet, 900 km öster om huvudstaden Brasília.
Omgivningarna runt Braço Sul do Rio Peruípe är huvudsakligen savann. Runt Braço Sul do Rio Peruípe är det glesbefolkat, med 9 invånare per kvadratkilometer.